# Marie-Cyrille-Victor Debeney
Marie-Cyrille-Victor Debeney, francoski general, * 1891, † 1956.